# Opgroeien (agentschap)
Opgroeien is een intern verzelfstandigd agentschap (IVA) met rechtspersoonlijkheid van de Vlaamse overheid. Het behoort tot het beleidsdomein Welzijn, Volksgezondheid en Gezin.
Het agentschap werd opgericht in 2019 bij decreet van de Vlaamse Regering door de fusie van Agentschap Jongerenwelzijn, Kind en Gezin en een deel van het Vlaams Agentschap voor Personen met een Handicap (VAPH). 
Sinds 19 augustus 2024 is Leo Van Loo waarnemend administrateur-generaal. Van Loo is ook gedelegeerd bestuurder bij het Agentschap Uitbetaling Groeipakket (VUTG).    
Inge Kinnaer en David Debrouwere zijn algemeen directeur bij Opgroeien.   
Eerder waren Katrien Verhegge en Bruno Vanobbergen al administrateur-generaal bij Opgroeien.  

## Taken en bevoegdheden

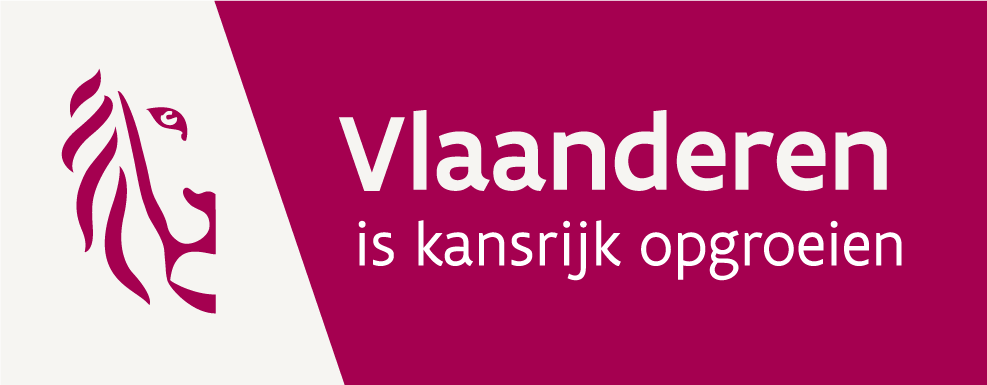

Opgroeien helpt het recht op kansrijk opgroeien te realiseren voor élk kind en élke jongere in Vlaanderen en Brussel. 
Met de eigen dienst- en hulpverlening en samen met partners ondersteunt Opgroeien kinderen, jongeren en hun gezinnen. De dienstverlening gaat van preventieve gezinsondersteuning, kinderopvang, Groeipakket, pleegzorg, adoptie, jeugdhulp tot de aanpak van jongeren die delicten plegen. 

Opgroeien bestaat uit lokale teams, regionale teams en centrale diensten. Meer dan 3500 medewerkers zetten zich elke dag in voor Kind en Gezin, bij het ondersteuningscentrum jeugdzorg (OCJ), de sociale dienst van de jeugdrechtbank (SDJ), de intersectorale toegangspoorten en teams continuïteit en toegang (ACT) of in een gemeenschapsinstelling. De verschillende teams van Opgroeien zijn samengesteld vanuit een multi-expertise benadering en werken samen met heel wat partners. Zo worden kinderen, jongeren en gezinnen maximaal ondersteund.